# 3808-as mellékút (Magyarország)
A 3808-as számú mellékút egy rövid, kevesebb, mint 4 kilométeres hosszúságú, négy számjegyű mellékút Borsod-Abaúj-Zemplén vármegye legkeletibb részén; a Bodrogköz két kisebb települését kapcsolja össze egymással.

## Nyomvonala
A 3807-es útból ágazik ki, annak a 8+600-as kilométerszelvénye közelében, Semjén központjában, dél-délkeleti irányban. Első, rövidke szakasza a Kossuth Lajos utca nevet viseli, majd a Rákóczi Ferenc utca nevet veszi fel, így halad a lakott terület déli széléig, amit alig több, mint fél kilométer megtétele után ér el. Nagyjából 900 méter után lép át Ricse határai közé, és újabb. alig több, mint fél kilométer után már e község belterületei között jár, itt is Kossuth Lajos utca néven. A falu belterületi utcáinak keskenysége miatt a központban a déli és az északi irányba vezető útpályája különválik – a dél felé továbbvezető az Ady Endre út nevet veszi fel – de utolsó pár száz méterén újból Kossuth Lajos út a neve. Így is ér véget, a központ déli részén, beletorkollva a 3804-es útba, annak a 7. kilométere közelében, pár méterre attól a ponttól, ahol a Bodrogközi Gazdasági Vasút a fennállásának ideje alatt keresztezte az utóbbi utat (és ahol, feltehetőleg annak idején a ricsei állomása is volt).
Teljes hossza, az országos közutak térképes nyilvántartását szolgáló kira.kozut.hu adatbázisa szerint 3,692 kilométer.

## Története
A Kartográfiai Vállalat 1990-es kiadású Magyarország autóatlasza a teljes szakaszát kiépített, pormentes útként tünteti fel.